# Tolmerus perfectus
Tolmerus perfectus là một loài ruồi trong họ Asilidae. Tolmerus perfectus được Becker miêu tả năm 1923. Loài này phân bố ở vùng Cổ Bắc giới.